# Expedice 37
Expedice 37 byla třicátou sedmou expedicí na Mezinárodní vesmírnou stanici (ISS). Expedice proběhla v období od září do listopadu 2013. Byla šestičlenná, tři členové posádky přešli z Expedice 36, zbývající trojice na ISS přiletěla v Sojuzu TMA-10M.
Sojuz TMA-09M a Sojuz TMA-10M expedici sloužily jako záchranné lodě.

## Posádka
| Pozice            | 1. část (září 2013)                   | 2. část (září – listopad 2013)         |
| ----------------- | ------------------------------------- | -------------------------------------- |
| Velitel           | Fjodor Jurčichin (4), Roskosmos (CPK) | Fjodor Jurčichin (4), Roskosmos (CPK)  |
| Palubní inženýr 1 |                                       | Oleg Kotov (3), Roskosmos (CPK)        |
| Palubní inženýr 2 |                                       | Sergej Rjazanskij (1), Roskosmos (CPK) |
| Palubní inženýr 3 |                                       | Michael Hopkins (1), NASA              |
| Palubní inženýr 5 | Luca Parmitano (1), ESA               | Luca Parmitano (1), ESA                |
| Palubní inženýr 6 | Karen Nybergová (2), NASA             | Karen Nybergová (2), NASA              |

V závorkách je uveden dosavadní počet letů do vesmíru včetně této mise.
Záložní posádka:
- Michail Ťurin, Roskosmos (CPK)
- Kóiči Wakata, JAXA
- Richard Mastracchio, NASA
- Alexandr Skvorcov ml.
- Oleg Artěmjev
- Steven Swanson

## Průběh expedice
Expedice začala po odletu Sojuzu TMA-08M s trojicí Pavel Vinogradov, Alexandr Misurkin, Christopher Cassidy 10. září 2013. Zprvu byla tříčlenná (Jurčichin, Parmitano, Nybergová), 26. září 2013 se k ní připojili i Kotov, Rjazanskij a Hopkins, kteří přiletěli v Sojuzu TMA-10M.
Kosmonauti přijali zásobovací loď Cygnus (let COTS Orb-D1) v jejím prvním letu ke stanici, připojená od 29. září – 22. října 2013. Z připojených nákladních lodí (ATV-4 Albert Einstein, Progress M-20M) první stanici opustila 28. října a 2. listopadu kosmonauti pozorovali její zánik v atmosféře Země, smyslem pozorování bylo získat poznatky o průběhu rozpadu lodi.
Neobvykle střídající trojice z Expedice 38 (Michail Ťurin, Richard Mastracchio, Kóiči Wakata) přiletěla už 7. listopadu 2013, ještě před odletem starší trojice Jurčichin, Parmitano, Nybergová. Důvodem byla olympijská pochodeň cestující na olympijské hry v Soči. Pochodeň (z bezpečnostních důvodů nezapálenou) přivezla posádka Sojuzu TMA-11M na stanici, zde si ji předali všichni kosmonauti a prošli s ní všechny moduly. Dne 9. listopadu jí Kotov a Rjazanskij vynesli i do otevřeného kosmu při 36. ruském výstupu, ve vesmíru si pochodeň symbolicky předali mezi sebou. Při výstupu provedli i několik údržbových prací, výstup trval 5 hodin a 50 minut. Olympijská pochodeň nebyla ve vesmíru poprvé, před olympiádami v Atlantě (1996, mise STS-78) a Sydney (2000, mise STS-101) ji vynesly americké raketoplány, ale poprvé ji kosmonauti vzali s sebou při výstupu do otevřeného kosmu.
Expedice skončila 10. listopadu odletem Sojuzu TMA-09M s Jurčichinem, Parmitanem a Nybergovou (a pochodní).